# Dimos Ampelokipoi-Menemeni
Dimos Ampelokipoi-Menemeni (Ampelokipoi-Menemeni) är en kommun i Grekland.   Den ligger i prefekturen Nomós Thessaloníkis och regionen Mellersta Makedonien, i den norra delen av landet, 300 km norr om huvudstaden Aten. Antalet invånare är 58 149. Arean är 8,8 kvadratkilometer.
Terrängen i Dimos Ampelokipoi-Menemeni är platt.